# Ноде (река)
Ноде — река в России, протекает по территории Кольского и Ковдорского районов Мурманской области. Устье реки находится по левому берегу озера Гирвас. Длина реки — 21 км, площадь её водосборного бассейна — 168 км².

## Данные водного реестра
По данным государственного водного реестра России относится к Баренцево-Беломорскому бассейновому округу, водохозяйственный участок реки — Тулома от истока до Верхнетуломского гидроузла, включая Нот-озеро, речной подбассейн реки — подбассейн отсутствует. Речной бассейн реки — бассейны рек Кольского полуострова, впадает в Баренцево море.